# Manfred Dott

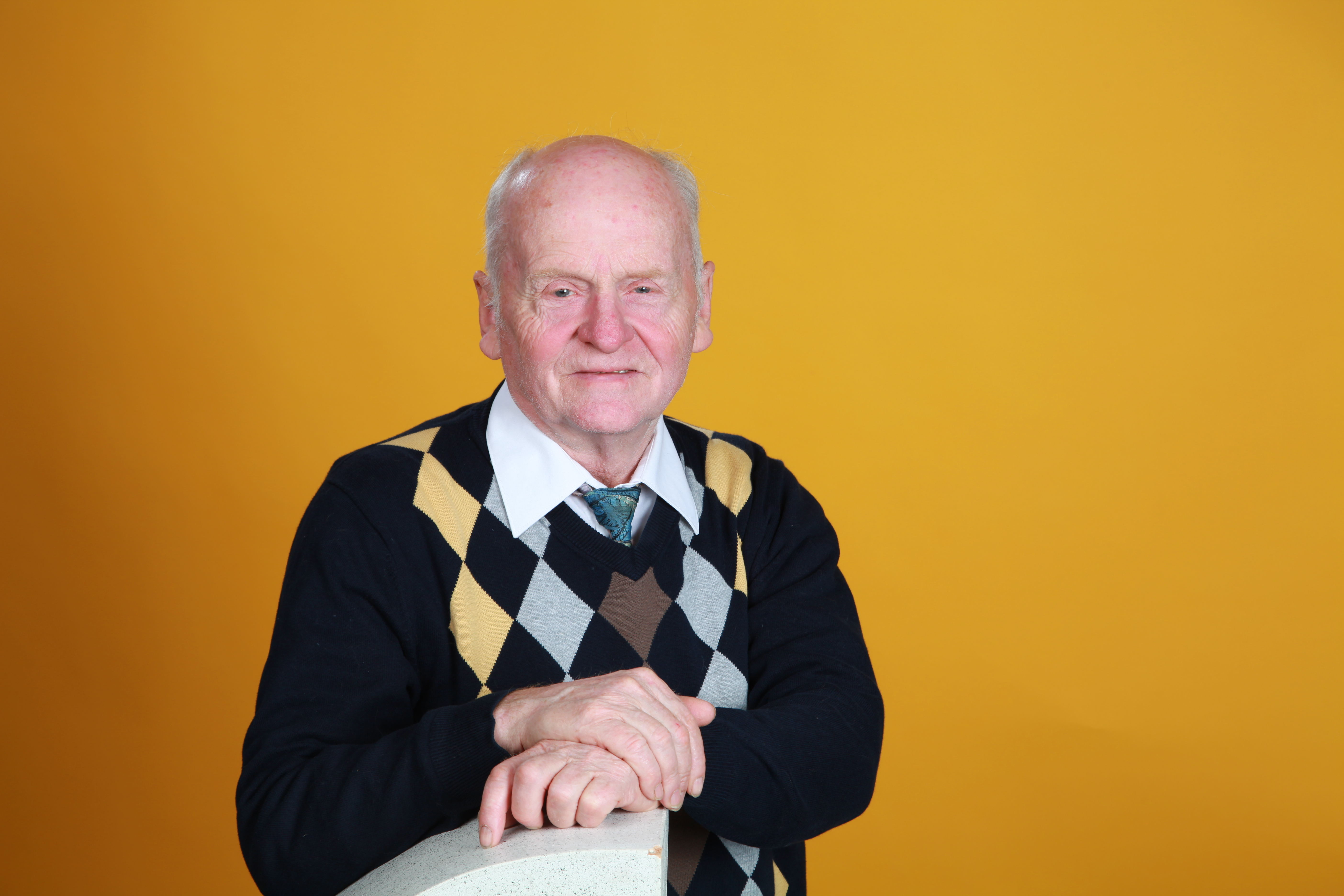
Manfred Dott (2013)

Manfred Jakob Dott (* 30. Oktober 1940 in Koblenz-Metternich) ist ein deutscher Politiker. Er war Parlamentarischer Staatssekretär für Verkehr in der Regierung de Maizière der 10. DDR-Volkskammer.

## Leben
Nach seinem Volksschulabschluss machte Manfred Dott eine Lehre als Klempner und Installateur. In den 1960er Jahren war er Sympathisant der APO und kandidierte bei der Bundestagswahl 1969 erfolglos im Bundestagswahlkreis Koblenz. Er gehörte sechs Jahre lang der IG Chemie-Papier-Keramik an und wirkte in der Tarifkommission für Rheinland-Pfalz mit.
Zwei Jahre war Manfred Dott Mitglied der DKP. Er studierte von 1971 bis 1972 zwei Semester Gesellschaftswissenschaften an der Außenstelle des Franz-Mehring-Instituts in Berlin-Biesdorf, einer Parteischule in Ost-Berlin für DKP-Funktionäre.
1973 übersiedelte er mit einer Tochter in die DDR und verbrachte zunächst fast ein Jahr im Aufnahmeheim Schloss Barby. In dieser Zeit wurde er erst als Heizer im Aufnahmeheim und später zu Arbeiten im Traktorenwerk Schönebeck bei Magdeburg verpflichtet. Nach seiner Entlassung aus dem Aufnahmeheim nahm Dott eine Arbeit als Installateur in einem Halberstädter Kreisbaubetrieb an und erhielt nach einer Bewährungszeit auch die Staatsbürgerschaft der DDR. Danach holte Dott den 10.-Klasse-Abschluss an der Kreisvolkshochschule nach.
Manfred Dott stellte 14, nach anderen Quellen 19, Ausreiseanträge, die alle abgelehnt wurden. Schließlich wurde ihm im Jahr 1977 ein Hochbaustudium an der Ingenieurschule für Bauwesen in Magdeburg angeboten. Bis 1989 war er als Bauingenieur und leitender Ingenieur beim Wohnungsbaukombinat Magdeburg tätig.
1989 wurde Manfred Dott Mitglied des Neuen Forums, trat jedoch bald wieder aus und war Anfang 1990 an der Gründung des Landesverbandes Sachsen-Anhalt der Deutschen Sozialen Union (DSU) mitbeteiligt. Dort war er anschließend Landesvorsitzender für Sachsen-Anhalt und Mitglied im Präsidium. 1990 wurde er für die DSU in die Volkskammer gewählt und war von April bis Oktober 1990 Parlamentarischer Staatssekretär für Verkehr in der Regierung de Maizière. Anschließend war er bis zu seiner Pensionierung im Jahr 2005 in verschiedenen Landesministerien in Sachsen-Anhalt tätig, anfangs im Innenministerium und zuletzt im Verkehrsministerium, wo er auch einige Jahre Personalratsvorsitzender war. Von 1993 bis 2000 war er als CDU-Mitglied zudem Bürgermeister in Altenbrak, in dieser Funktion war er auch drei Jahre Vorsitzender der Verwaltungsgemeinschaft Hochharz.
Seit Juni 2012 ist er Mitglied der Piratenpartei. Er wurde für die Bundestagswahl 2013 auf Platz 5 der Landesliste der Piratenpartei Sachsen-Anhalt und in Abwesenheit zu deren Direktkandidaten für den Bundestagswahlkreis Burgenland – Saalekreis (Wahlkreis 73) gewählt. Er erreichte in seinem Wahlkreis 2,0 % der Erststimmen und 1,7 % der Zweitstimmen.